# 미추 이사금
미추이사금(味鄒泥師今, ? ~ 284년, 재위: 262년 ~ 284년)은 신라의 13번째 임금이며, 김씨로 임금이 된 첫째이다. 미조(味照) 혹은 미소(未召)라고도 한다. 김알지의 6대손으로 어머니는 지마 이사금의 손녀이자 이칠(伊柒) 갈문왕의 딸 박씨(朴氏)이며, 아버지는 김알지의 5대손(세한-아도-수류-욱보-) 구도(仇道)이다. 비는 광명부인 석씨(光明夫人 昔氏)이다.

## 이름
미추 이사금은 미조(味照, 未祖, 味炤) 혹은 미소(未召)라고도 전한다. 미추는 발음상 ‘및(밑)’이 되고 근본(元, 本)을 의미한다고 보아 김씨 왕조의 시조를 의미한다고 보는 견해가 있다.

## 생애
아버지는 파진찬 김구도이고, 어머니는 박씨로 이칠갈문왕 또는 이비갈문왕의 딸이다. 이칠갈문왕 또는 이비갈문왕은 지마 이사금의 아들이다.
미추 이사금은 삼국사기와 삼국유사에 의하면 구도의 아들이라 한다. 그러나 아버지로 추정되는 구도와 활동년대가 70년 가까이 차이가 난다는 점이 논란의 여지가 있다. 첨해 이사금과 조분 이사금은 구도의 딸 옥모부인 소생이다. 조분이사금을 구도의 외손자라 본다면 광명부인은 미추의 외조카의 딸, 손녀뻘이 되어 연대가 맞지 않는다.
첨해 이사금이 죽은 후(262년 음력 1월), 나라 사람들의 추대로 즉위하였다.
266년 백제가 봉산성(烽山城)을 공격했으나 성주 직선(直宣)이 2백 기를 몰고 격퇴하였다. 272년 음력 11월 백제가 변경을 침입하였으나 기록이 상세하지 않다. 278년 음력 10월에는 백제가 귀곡성(槐谷城)을 공격했으나 역시 격퇴했다.
미추이사금은 또한 농업과 민생에도 깊이 관심을 기울여, 264년 가난한 자들을 위문, 구제하였고 268년 신하들을 각지로 보내 민중들의 불만사항을 수렴했고, 272년에는 농사에 방해가 되는 일은 모두 금하라는 칙령을 내렸다. 276년에는 신하들이 궁궐을 다시 짓기를 청하였으나 이사금이 백성들에게 노동을 시키는 것은 중대사라 하여 거부하였다.
281년 음력 9월 양산(楊山) 서쪽에서 병사를 시찰했다. 283년 음력 9월 백제가 변경을 침범하고 음력 10월에 괴곡성을 포위, 일길찬 양질로 하여금 방어하게 하였다.

## 설화
미추 이사금과 관련한 설화가 《삼국사기》 김유신열전 및 《삼국유사》 기이편(紀異篇)에 수록되어 있는데, 그 이야기는 다음과 같다. 
이서국의 침공을 막은 대나무 잎 군사
신라 제14대 유리 이사금(儒理王) 때에 이서국(伊西國)이 서라벌로 쳐들어 왔는데, 신라군이 고전하였으나 막지 못하고 점점 불리해질 즈음에 어디선가 귓가에 대나무 잎을 꽂은 병사들이 와서 신라군을 도와 이서국 군사들을 격파하였다. 전쟁이 끝난 뒤에 그 병사들은 어디론가로 사라져 버려 간 곳을 알 수 없었고, 다만 많은 대나무 잎이 미추 이사금의 무덤 앞에 쌓여 있을 뿐이었다. 사람들은 미추 이사금이 대나무 잎을 병사로 바꾸어 국난을 구제한 것이라고 믿었고, 이후 미추 이사금의 무덤을 죽현릉(竹現陵)이라 부르게 되었다.
김유신의 원혼을 달래다
혜공왕(惠恭王) 14년(779년) 4월에 김유신의 무덤 위로 갑자기 회오리바람이 일어나더니, 회오리바람에 휩싸인 무장한 노인이 말을 타고 40여 명의 병사를 거느리고 죽현릉으로 들어갔다. 얼마 지나지 않아 무덤 안에서 탄식하고 통곡하는 소리와 함께 "내가 살아서 평생 어지러운 것을 구제하였고 삼국을 통일한 공이 있었으며, 죽어 혼백이 되었어도 나라를 지키며 재앙을 없애고 어려움에서 구제하려는 마음에 조금도 변함이 없었는데, 지난 경술년(770년)에 내 자손이 아무 이유도 없이 죽임을 당했습니다. 이 나라의 왕과 신하, 그 누구도 더 이상 나의 공적을 기억해 주지 않으니, 나는 이제 멀리 다른 곳으로 옮겨가 더 이상 이 나라를 위해 애쓰지 않겠습니다. 대왕께서는 부디 허락해 주시기 바랍니다."라는 목소리가 들렸고, 이에 미추왕의 무덤에서 "나와 공이 이 나라를 지키지 않으면 저 백성들은 어떻게 되겠는가. 공은 다시 전처럼 힘써 주기 바라노라."라고 대답했다. 노인이 죽현릉을 향해 똑같은 요청을 세 번이나 더 했지만 세 번 모두 거절당했고, 노인은 다시 김유신의 무덤으로 돌아갔다. 이것은 김유신의 영혼이 후손의 억울한 죽음을 원통해한 나머지, 신라 왕실(김씨)의 시조인 미추 이사금에게 항의하며 호소한 것이었다. 혜공왕은 이 소식을 듣고 두려워하면서 대신(大臣)인 김경신(金敬信)을 보내 김유신의 무덤에 사죄하게 하고, 김유신이 생전에 평양을 함락시킨 뒤 복을 빌기 위해 세웠던 절인 취선사(鷲仙寺)에 공덕보전(功德寶田) 30결을 내려 명복을 빌게 하였다. 신라의 국인들은 죽현릉을 삼산(三山)과 함께 제사지내기를 게을리 하지 않고 서열을 오릉(五陵)의 위에 두어 대묘(大廟)라고 불렀다.

## 대우
미추 이사금은 신라 하대까지 이어지는 김씨 왕조 중 처음으로 즉위한 인물이다. 혜공왕대에 5묘의 신위를 바꾸며 태조 성한왕의 자리 대신 미추왕을 김씨의 시조(金姓 始祖)로 삼아 불훼지종(不毁之宗)으로 대우하며 대묘(大廟)라 하였다. 미추왕이 김유신의 혼령을 위로했다는 이야기는 미추왕의 신위를 5묘의 시조로 봉안하며 퍼뜨린 이야기로 이해된다.
소수설이지만 미추가 성한왕과 동일한 태조라는 주장도 제기된다.

## 가계
아류부인 김씨는 일설에는 그의 딸이 아니라 내물 이사금의 딸이라는 설이 있다.
- 아버지 : 구도 갈문왕(仇道 葛文王) 김구도(金仇道)
- 어머니 : 술례부인 박씨(述禮夫人 朴氏) - 이비 갈문왕(伊非葛文王)의 딸
  - 누이 : 옥모부인 김씨(玉帽夫人 金氏)
  - 동생 : 김대서지(金大西知), 삼국유사의 왕력편
  - 동생 : 김말구(金末仇)
- 왕후 : 광명부인 석씨(光明夫人 昔氏) - 조분 이사금(助賁泥師今)의 딸.
  - 딸 : 보반부인(寶反夫人) - 내례길포라고도 한다. 내물 이사금(奈勿麻立干)의 아내.
  - 딸 : 아류부인 김씨(阿留夫人 金氏) - 실성 이사금(實聖麻立干)의 아내.

## 같이 보기
- 고구려
  - 중천왕 (248년 - 270년)
  - 서천왕 (270년 - 292년)
- 백제
  - 고이왕 (234년 - 286년)

## 참고 문헌
- 김부식 (1145). 〈권02 미추 이사금 條〉. 《삼국사기》.

| 전 대 첨해 이사금 | 제13대 신라 국왕 262년 - 284년 | 후 대 유례 이사금 |